# James Perrin Smith
James Perrin Smith (* 27. November 1864 bei Cokesburg in South Carolina; † 1. Januar 1931) war ein US-amerikanischer Geologe und Paläontologe. Er war Professor an der Stanford University.

## Leben
Die Familie zog in den 1870er Jahren nach Spartanburg, wo er das Wofford College besuchte mit dem Bachelor-Abschluss 1884. Danach ging Smith an die Vanderbilt University und war nach dem Master-Abschluss 1887 Lehrer für Mathematik und Naturwissenschaften in Nashville. Er brachte sich Geologie, Mineralogie und Chemie im Selbststudium bei und begann für den Geological Survey von Arkansas in Little Rock unter John Casper Branner zu arbeiten. Außerdem sammelte er Fossilien vor allem des Karbon. 1890 bis 1892 studierte er in Göttingen bei Adolf von Koenen und in München bei Karl Alfred von Zittel, mit dem er später korrespondierte. Von Koenen erweckte sein Interesse für die Trias und die Ammoniten und 1892 wurde er bei von Koenen magna cum laude promoviert. Bei der Rückkehr wurde er Assistant Professor an der Stanford University und später Professor. 1930 ging er in den Ruhestand. Im Sommer arbeitete er 1895 bis 1924 regelmäßig für den US Geological Survey.
Er befasste sich speziell mit Ammoniten der Trias in Nordamerika und klassifizierte diese, teilweise mit Alpheus Hyatt (1838–1902). Damit zusammenhängend untersuchte er auch die Stratigraphie und Paläogeographie der Trias, wobei sie der Trias-Stratigraphie von Edmund Mojsisovics von Mojsvár und seiner österreichischen Kollegen folgten und diese ergänzten. Er galt zu Lebzeiten mit Carl Diener, mit dem er befreundet war, als einer der führenden Experten für Klassifikation und weltweite Verbreitung triassischer Ammoniten. Weiter befasste er sich mit der Geologie Kaliforniens und Paläoklimatologie. Er galt in Stanford als charismatische Persönlichkeit (Spitzname J. P.).
1892 heiratete er Frances Norris Rand, mit der er drei Söhne und eine Tochter hatte. Sein älterer Bruder Charles war Altphilologe und Professor an der University of Wisconsin und unterrichtete auch seinen Bruder James, der ein lebenslanges Interesse an klassischer griechischer und lateinischer Literatur behielt.
1925 wurde er Mitglied der National Academy of Sciences und erhielt 1928 deren Mary Clark Thompson Goldmedaille. Außerdem war er Mitglied der American Philosophical Society. 1916 wurde er Ehrendoktor des Wofford College.
Der Smith Creek auf Ellesmere Island ist nach ihm benannt und danach das Smithium (von Tim Tozer). Zu seinen Doktoranden zählt Siemon Muller.

## Schriften
- mit Alpheus Hyatt: Triassic Cephalopod Genera of America, US Geological Survey Papers, 40, 1905, S. 1–394
- The Stratigraphy of the western American Trias, Festschrift Adolf von Koenen 1907, S. 377–434
- The middle Triassic marine invertebrate Faunas of North America, US Geological Survey Paper 83, 1914, S. 1–254
- Upper triassic marine invertebrate faunas of North America, US Geological Survey Professional Paper 141, 1927, S. 1–262
- Lower Triassic Ammonoids of North America, US Geol. Survey Professional Paper 176, 1932, S. 1–199
- Classification of marine Trias, The Journal of Geology, 4, 1896, 385, Archive